# 拍耶泰县
拍耶泰县（音素換寫：Phỵāthị，皇家轉寫：Phaya Thai）是泰国曼谷的50个区之一。拍耶泰也是一条主要道路，以及一个曼谷大眾運輸系統车站的名称，它们都位于附近的拉差貼威縣。
毗邻的县份包括乍都节縣、鄰铃縣、拉差貼威縣和律实縣。
该区东部有大片地方为泰国皇家陆军所占据，包括陆军体育场、军队所有的电视5频道。一些政府机构也设在这里，如政府储蓄银行、财政部，以及自然资源和环境部。 
人口较为集中的区域称为水牛桥 （泰语：สะพานควาย）有许多商店，公寓和密西中心购物中心。
Phai Tan寺（泰语：วัดไผ่ตัน）是该区唯一的佛教寺庙。

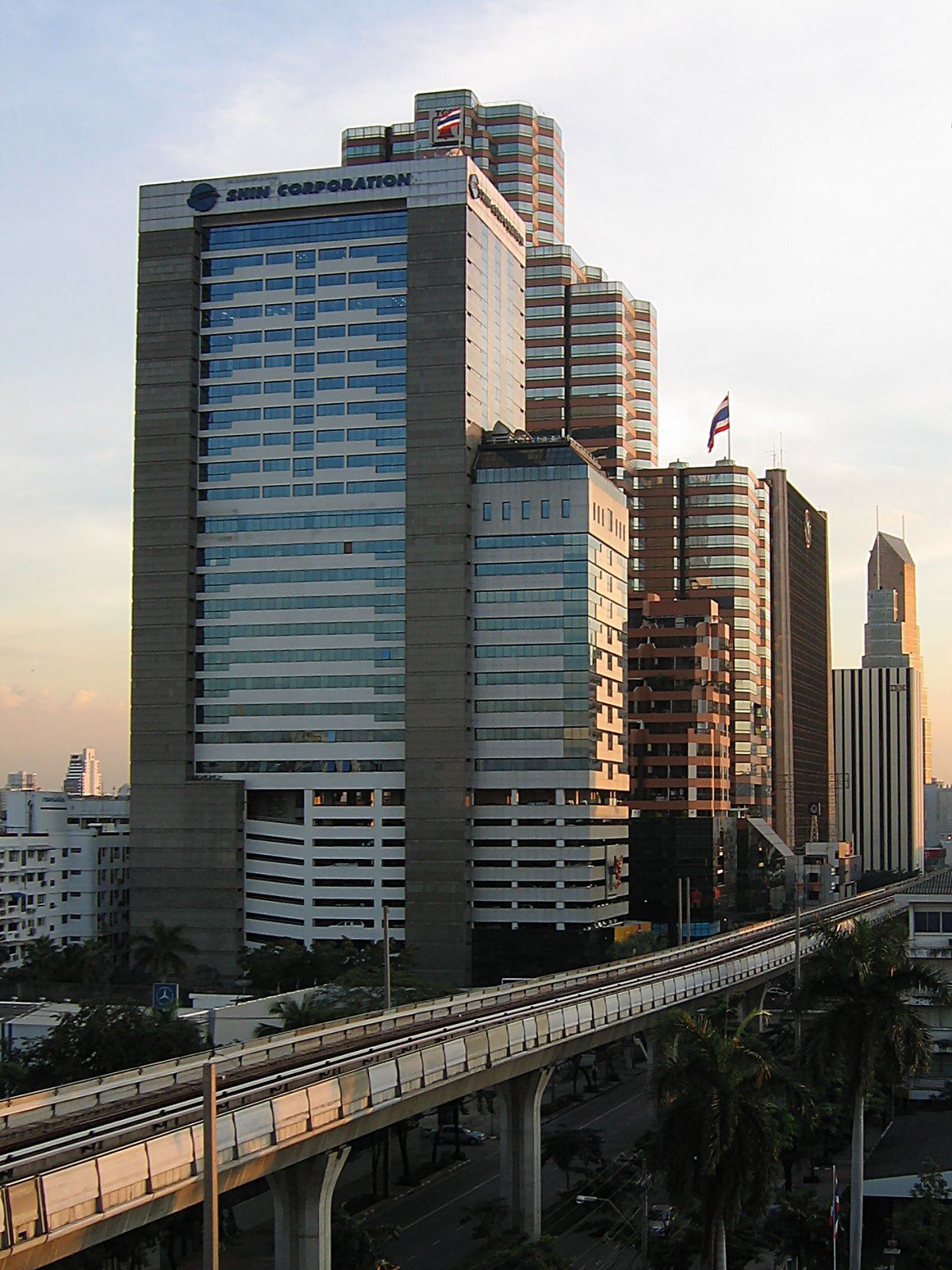
披耶泰县的高层建筑

## 交通运输
曼谷集體運輸系統 (BTS)在拍耶泰县有三个车站：打靶场车站、阿里车站和水牛桥车站。曼谷地铁的挽赐车站位于该区最西北角。